# Yaltah Menuhin
Yaltah Menuhin (San Francisco, 7 octobre 1921 - Londres, 9 juin 2001) est une pianiste, écrivain britannique, née américaine.

## Biographie
Yaltah est née à  San Francisco de parents juifs venus de Russie. Elle est la plus jeune de trois enfants extraordinairement musiciens. Ses frères et sœurs étaient Yehudi Menuhin et Hephzibah Menuhin. Par son père Moshe Menuhin, un ancien étudiant rabbinique et  écrivain auteur de The Decadence of Judaism in Our Time and Jewish Critics of Zionism, et The Menuhin Saga., Yaltah était issue d'une longue dynastie de rabbins. Le nom de Yaltah a été choisi d'après le nom de la ville natale de sa mère Marutha, Yalta en Crimée. À l'âge de trois ans, elle a connu le régime rigoureux déjà imposé à ses frères et sœurs: la famille employait des tuteurs pour les enfants, et Yaltah a pris ses premières leçons de piano avec l'épouse du tuteur pour l'harmonie et le contrepoint.
Elle a été emmenée à Paris à l'âge de quatre ans quand Yehudi et Hephzibah sont allés étudier là-bas. Marcel Ciampi, engagé pour former Hephzibah, a d'abord repoussé l'idée de donner des leçons à Yaltah à un âge si jeune, mais Yaltah l'a impressionné si fort par son interprétation spontanée des Kinderszenen de Schumann, qu'il a fait la réflexion que le «ventre de Mme Menuhin est un véritable conservatoire» et qu'il a décidé de la prendre pour élève. Le fait de prendre des leçons de piano ne voulait pas dire que ses parents aient considéré - c'était aussi le cas pour Hephzibah - qu'elle était capable de poursuivre une carrière dans la musique: en particulier, la mère de Yaltah était fermement opposée à l'idée que ses filles puissent suivre les traces de Yehudi. En dehors de Ciampi, Yaltah a étudié avec Rudolf Serkin à Bâle, Armando Silvestri à Rome et Carl Friedberg à New York.

## Carrière
L'un de premiers concerts avec orchestre de Yaltah a été avec l'Orchestre symphonique de San Francisco dirigé par Pierre Monteux pour une interprétation du Concerto «l'Empereur» de Beethoven. Au fil des ans, Yaltah a développé un vaste répertoire. Elle a joué un rôle essentiel dans la carrière de nombreux jeunes compositeurs, en particulier lors de son séjour à Los Angeles dans les années 1950. Elle avait un grand amour pour la musique de chambre et elle a exploré la littérature des sonates de violon, alto et violoncelle, ainsi que des œuvres pour des ensembles plus grands. Yaltah a participé à la création de nombreuses d'œuvres de compositeurs comme Erich Zeisl, George Antheil, Ernst Krenek, Frank Martin, Louis Gruenberg, Mario Castelnuovo-Tedesco et Walter Piston. Elle a enregistré pour Everest, EMI, Deutsche Grammophon Gesellschaft, SPA, Music Library et EMI-World Record Club.
Peu de temps avant le déclenchement de la Seconde Guerre mondiale, elle s'est inscrite à la Juilliard School of Music à New York en utilisant le nom d'emprunt de "Kate Davis". Personne ne l'a reconnue, même elle s'est avérée être si talentueuse qu'elle a été chargée d'enseigner aux autres étudiants.
Les tournées de Yaltah l'ont emmenée de l'Alaska à la Nouvelle-Zélande; du Texas à la Suisse. Elle a donné des récitals en duo avec les violoncellistes Gábor Rejtő, George Neikrug, Guy Fallot et Felix Schmidt, le violoniste israélien Baker, les altistes Michael Mann et Paul Doktor. Elle est apparue souvent en récital avec Joel Ryce avec lequel elle a joué en duo, pour des doubles concertos, et dans des émissions spéciales de télévision à Paris, Londres et New York. Elle a épousé Ryce en 1960, et le mariage fut heureux. Le duo Menuhin-Ryce a remporté le très convoité Harriet Cohen Music Award international en 1962, dans un programme consacré en grande partie à des œuvres à quatre main de Schubert. En 1966, ils ont joué le Concerto pour deux pianos de Mozart sous la direction de Yehudi Menuhin à Gstaad et d'autres lieux en Europe. Yaltah et Joel Ryce étaient solistes dans Le Carnaval des Animaux de Saint-Saëns pour la BBC. En 1967, Yaltah et Joel ont enregistré le répertoire entier de Mozart pour deux pianistes en Amérique pour Everest Records, la première fois que cela a été fait par une équipe d'artistes.
Les faits saillants de la carrière de Yaltah comprennent un spectacle pour la Élisabeth II au Château de Windsor en 1973, quand elle a joué le Notturno de Schubert avec Yehudi et Ross Pople, le Concerto pour deux pianos de Mozart avec Hephzibah pour la célébration du centenaire de Willa Cather en Amérique, et un récital avec Joel Ryce au Queen Elizabeth Hall à Londres, quand ils ont joué la Sonate pour deux pianos et percussion de Bartók. Elle a donné des concerts de charité pour le Croix-Rouge britannique, pour l'Organisation of Rehabilitation Training (TRO), à Genève, la Fondation Goulston, Londres, la Prison de Pentonville et pour les Amis de la Rose, Genève. 
Parmi ses enregistrements favoris, on trouve le Triple concerto de Mozart joué avec sa «famille» (Yaltah, Hephzibah et Jeremy au piano, direction d'orchestre avec Yehudi) et les duos pour piano à quatre mains de Mozart avec Joel.
Yaltah a été la cofondatrice en 1965 (avec Stefan Askenase et Johannes Wasmuth) et la directrice de "Arts and Music", une organisation internationale à but non lucratif au profit des jeunes artistes et des arts en général. Marcel Marceau et Oskar Kokoschka ont été parmi ses plus ardents défenseurs. "Arts and Music" - encore en activité à ce jour - a été logé dans une belle ancienne gare à Rolandseck, près de Bonn. Yaltah a manifesté un très vif intérêt pour des orchestres de jeunes et a joué avec l'Orchestre des jeunes de Brighton. Elle est également allée dans le Pays de Galles pour jouer avec Aelodau'r Gerddorfa, l'Orchestre des jeunes du Pays de Galles.
Très douée pour les langues, Yaltah a écrit un poème chaque jour de l'année dans l'une des six langues qu'elle maîtrisait. En 1939, une anthologie de ses poèmes, intitulé Malgré l'Espace, a été publiée de manière privée. L'anthologie est actuellement détenue par le Harry Ransom Humanities Research Center à l'Université du Texas.
Yaltah a vécu dans l'ombre de son frère et de sa sœur plus célèbres, en dépit du fait que beaucoup, Yehudi inclus, considérait qu'elle était la plus talentueuse des trois Menuhin. Elle n'a jamais vraiment réussi à égaler les carrières de Yehudi et de Hephzibah. Cela n'a entraîné aucune amertume de la part de Yaltah; elle a complètement et sans équivoque adoré ses frères et sœurs, et leur est restée dévouée toute sa vie.
Tout comme son frère et sa sœur, Yaltah était une animatrice merveilleuse, rassemblant des personnes venues de tous les horizons, dans la musique et dans l'amitié. Sa maison était un havre de paix pour tout le monde. Selon les propres mots de Yehudi: "Yaltah est un ange, distribuant des remèdes, des béquilles, confortant ceux qui viennent frapper à sa porte, pour recevoir les fruits de la bonté et de la reconnaissance qu'au contraire la vie lui a refusées.».
Yaltah est décédée à son domicile à Londres le 9 juin 2001, quelques jours seulement après avoir donné son dernier récital à l'Orwell Park School, Suffolk, dont elle était la présidente d'honneur.

## Fondation Yaltah Menuhin

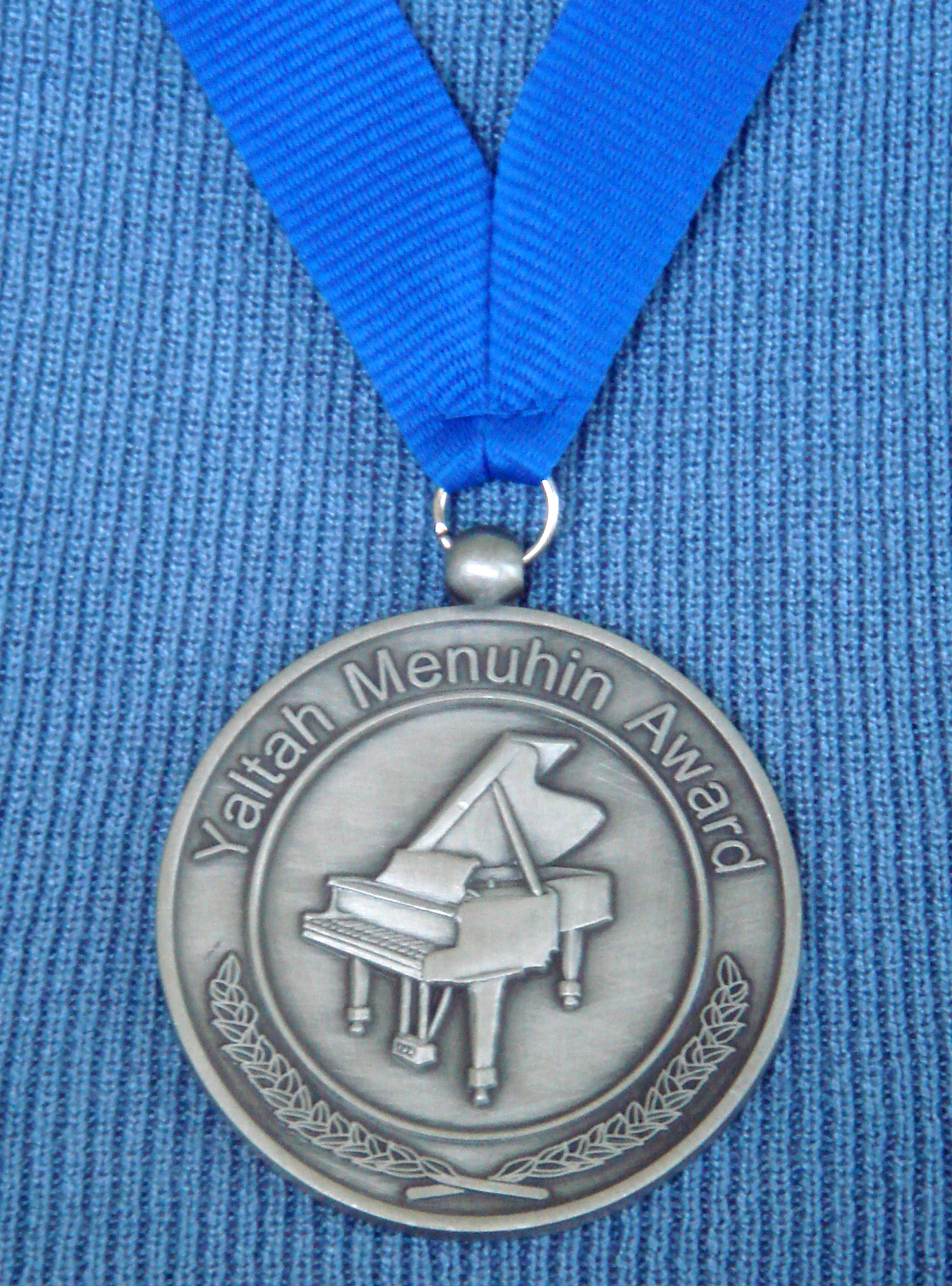
Médaille accordée par la Fondation Yaltah Menuhin.

Une fondation à la mémoire de Yaltah est animée par Iain et Charlotte Phillips. Basée à Amsterdam, aux Pays-Bas, le principal objectif de la fondation est d'aider au développement des talents des jeunes pianistes qui ont déjà donné la preuve de leur talent musical exceptionnel et prometteur dans la pratique de leur art, au moyen de prix et de bourses. La pianiste française, Cécile Ousset, est présidente d'honneur de la Fondation Yaltah Menuhin.
En plus d'offrir plusieurs bourses de manière anonyme, la Fondation est responsable de l'un des prix du concours annuel de Artscape National Youth Music, qui se classe comme l'une des compétitions les plus prestigieuses d'Afrique du Sud. Le concours est ouvert aux pianistes et autres instrumentistes âgés de 14 et 19 et se tient au Cap. Le prix Yaltah Menuhin - un prix en argent et une médaille - est remis annuellement au meilleur pianiste du concours.
Le premier Artscape / Prix Yaltah Menuhin a été conféré à Melissa Tu (17 ans) du Cap, qui a également été déclarée gagnante pour l'ensemble du Concours 2010 Artscape, dans lequel elle a remporté le Prix Catégorie Piano.